# صيدون
صيدون، قرية فلسطينية مهجرة، تقع في الجنوب الشرقي من مدينة الرملة. تربطها دروب ممهدة بقرى أبو شوشة، النعاني، دير محيسن، وخلدة المجاورة لها. كما تصلها هذه الدروب أيضًا بكل من طريقي القدس– الرملة– يافا ورام الله– غزة الرئيستين المعبدتين.
أقيمت صيدون فوق رقعة منبسطة في الطرف الشرقي من أرض السهل الساحلي الأوسط، ترتفع نحو 155م عن سطح البحر. تقع إلى الشرق منها أقدام المرتفعات التي تتقدم في انحدار تدريجي من جبال القدس شرقًا نحو السهل الساحلي غربًا. وتعرف التلال التي تمتد شرق صيدون باسم الخلايل. كما تعلو خربة الشيخ موسى هذه التلال التي تنحدر تدرجًا نحو الغرب من ارتفاع 250م فوق سطح البحر، حيث تبدأ المجاري العليا لأودية عاقر وقطرة وتتجه نحو الغرب في طريقها إلى البحر المتوسط.
نشأت صيدون على الضفة الشرقية للمجرى الأعلى لوادي صيدون الذي يرفد وادي الصرار. واتخذ مخطط القرية شكلًا مندمجًا ومستطيلًا. لم تتجاوز مساحتها 15 دونمًا في عام 1945، وكان نموّها يمتد بمحاذاة الدروب المتفرعة من القرية نحو القرى المجاورة.
تبلغ مساحة أراضي القرية 7,487 دونمًا، منها 167 دونمًا للطرق والأودية، و1,221 دونمًا تملكها اليهود. تعرضت القرية للعدوان الصهيوني في عام 1948، وقام اليهود بطرد سكانها وتدميرها.

## سكان القرية
كان عدد سكان قرية صيدون 124 نسمة في عام 1922، ازداد عدد سكانها في عام 1931 إلى 174 نسمة، وفي عام 1945 وصل عدد السكان إلى 210 نسمة، حتى بلغ 244 نسمة في عام 1948، موزّعين على 35 بيتًا في عام 1931، وتوسّعت قرية صيدون لتصل 49 بيتًا في عام 1948، وفي عام 1998 قدّر تعداد اللاجئين الذين تنسب عائلاتهم إلى القرية 1,496 شخص.

## احتلال القرية وتطهيرها عرقيًّا
ربما كانت صيدون من أوائل القرى التي احتلت في سياق عملية نحشون. نصّت الأوامر العملانية في المرحلة الأولى على احتلالها، فضلًا عن خلدة ودير محيسن، من أجل السيطرة على المدخل الغربي لممر القدس. وليس هناك أية تفصيلات عن احتلالها، لكن المرجح أنّها سقطت في 6 نيسان\ أبريل 1948، بعد بدء العملية. وربما تكون دمرت بعد وقت قصير من احتلالها، مثلما حدث لمعظم القرى الأخرى في المنطقة (مثل خلدة ودير محيسن).
يشير المؤرخ الإسرائيلي بني موريس إلى أنّ سكان المنطقة فرّوا قبل الاستيلاء على قراهم، أو في أثناء ذلك، وإلى أنّ أوامر الطرد لم تكن ضرورية.

## القرية اليوم
ينبت الصبار وكثير من أشجار الكرمة في الموقع. ولم يبق من القرية إلا منزل حجري واحد، له سقف مسطح وباب تعلوه قنطرة مدورة، ويستعمل مخزنًا. أما الأراضي المحيطة، فيزرعها الإسرائيليون.

## المستعمرات الإسرائيلية على أراضي القرية
لا مستعمرات إسرائيلية على أراضي القرية.